# Najoua Belyzel

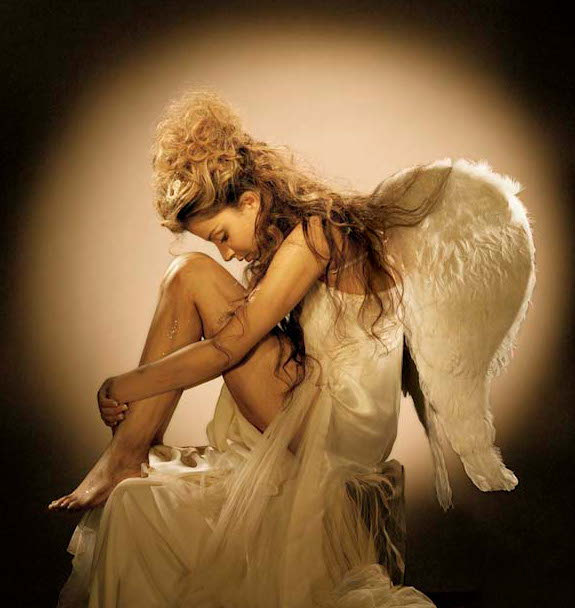
Najoua Belyzel

Najoua Belyzel, pe numele ei adevărat Najoua Mazouri, născută la data de 15 decembrie 1981 la Nancy, în Franța, este o cântăreață franceză de origine maroco-egipteană, interpretă de cântece cu influențe electro și pop rock.

## Biografie
Al patrulea copil al unui tată marocan și al unei mame egiptence, Najoua Belyzel copilărește cu cele 3 surori mari și cei 2 frați mai mici la Nancy. Trecuse bacalaureatul seria ES la vârsta de șaptesprezece ani și făcuse studiile de Drept la Facultatea de la Nancy. 

## Cariera Muzicală

### Debutul
După terminarea studiilor merge la Paris pentru a se lansa prin cântat. A reușit un casting organizat pentru înregistarea  titlului Tourne-toi Benoît a grupului Benoît. Ea chiar va fi originea celui de al doilea single al grupului Comme Casanova. Se întâlnește târziu cu autorul-compozitor Christophe Casanave, deja cunoscut pentru munca sa cu Steeve Estatof și Marc Lavoine. Lucrează cu el la cântecul Stella, fiind unul din cântecele introduse pe primul album.

### Entre deux mondes... En équilibre (2005-2006)
Din această întâlnire ia naștere primul single de Najoua, Gabriel, care este scos în 2005. Acest cântecvorbește de o femeie care se confruntă cu dragostea lui Dumnezeu pentru dragostea bărbatului pe care îl place, despre căutarea fără speranță a jumătății. 
După succesul acestui titlu pop-electronic marcate cu misticism, scoate primul album în 29 mai 2006 sub eticheta Scorpio Music și distribuit de Sony BMG.  A abordat o multitudine de teme, cum ar fi speranța ("Je ferme les yeux"), dar și pedofilia ("Docteur Gel") și războiul din Irak.
Criticii văd în ea o nouă reprezentare a homosexualilor (din cauza titlului cântecului  Gabriel) , comparând talentul acesteia cu Mylène Farmer.
Următoarele titluri au obținut puțin succes, Je ferme les yeux și Comme toi
În cursul anului 2007, și-a exprimat dorința de a participa la Eurovision, iar spre aprilie-mai 2008 va scoate încă un album. 

## Discografie

### Albume
- 29 mai 2006 - Entre deux mondes... En équilibre (# 7 Franța, # 9 Belgia, # 46 Elveția, # ?? Québec)
- Martie/Aprilie 2008 - Moderato Cantabile

« Moderato Cantabile » ar trebui să fie îmbogățit cu 16 titluri nepublicate care ar trebui să includă un titlu englezesc care să echivaleze cu un titlu din literatura arabă. 

### Singles
| An   | Single              | Albume                            | Clasamentul vânzărilor | Clasamentul vânzărilor | Clasamentul vânzărilor | Clasamentul vânzărilor | Clasamentul vânzărilor | Clasamentul vânzărilor |
| An   | Single              | Albume                            | Franța                 | Canada                 | Belgia                 | Rusia                  | Germania               | Elveția                |
| ---- | ------------------- | --------------------------------- | ---------------------- | ---------------------- | ---------------------- | ---------------------- | ---------------------- | ---------------------- |
| 2005 | Gabriel             | Entre deux mondes... En équilibre | 3                      | 1                      | 1                      | 8                      | 62                     | 20                     |
| 2006 | Je Ferme Les Yeux   | Entre deux mondes... En équilibre | 13                     | 5                      | 21                     | 43                     | -                      | 90                     |
| 2006 | Comme Toi           | Entre deux mondes... En équilibre | 16                     | -                      | 37                     |                        |                        | 92                     |
| 2007 | Quand revient l'été | Moderato Cantabile                | 10                     | -                      | 25                     |                        |                        |                        |